# Woubi
Un Woubi est un terme péjoratif issue du Nouchi ,pour désigner un homme homosexuel ou une personne transgenre. Cette appellation est utilisée dans certains pays d'Afrique de l'ouest, tels que la Côte d'Ivoire ou  le Burkina.
Pour le moment seul et unique pays qui pratique ça et qui a été adopté dans l'assemblée est la côte d'ivoire.

## Origine et terminologie
Le terme « woubi » provient du Nouchi, le français de Côte d'Ivoire. Il désigne les hommes ayant d'autres orientations sexuelles, notamment les hommes homosexuels et les personnes transgenres.
Ce terme fait son apparition en Côte d'Ivoire, dans les années 80. Avec l'avènement des réseaux sociaux, il est beaucoup utilisé en ligne pour désigner la communauté des homosexuels, les « woubi ». On parle de « Woubiland » pour dire qu'une ville, par exemple Abidjan, abrite des « woubis » ou des homosexuels.
Au Sénégal, le terme oubi est utilisé comme un pendant au terme yossi, lequel désigne une personne masculine ayant des relations avec des hommes .

## Socialité
Internet et les réseaux sociaux sont des espaces qui permettent aux personnes s'identifiant comme woubi d'exprimer leurs sexualités, leurs identités de genre et leurs personnalités. De nombreux woubi refusent les étiquettes liées aux distinctions entre homosexualité et hétérosexualité.
L'argot woubi est appelé woubi-can.

## Campagne anti-woubi en Côte d'Ivoire
En août 2024, les slogans « à bas les woubis ! » ou « Non aux woubis ! » deviennent virales sur les réseaux sociaux en Côte d'Ivoire. Il s'agit d'une campagne homophobe appelant à s'attaquer aux personnes homosexuelles à Abidjan, dont plusieurs internautes et influenceurs sont les initiateurs. Il s'ensuit des violences verbales et physiques dans les rues d'Abidjan à l'endroit des woubis. La plupart de ces agressions sont filmées et diffusées sur les réseaux sociaux, notamment TikTok et Facebook,.
Cette situation amène le Conseil national des droits de l’Homme de Côte d'Ivoire à réagir le 5 septembre 2024, et il invite la population à ne pas utiliser la violence contre la communauté LGBTQ+,.

## Dans la culture

### Dans le cinéma
Le film documentaire franco-ivoirien Woubi Chéri réalisé par Laurent Bocahut et Philip Brooks en 1998 et tourné à Abidjan en décembre 1997, partage la vie amoureuse de quelques homosexuels de Côte d'Ivoire,.